# George Hardwick

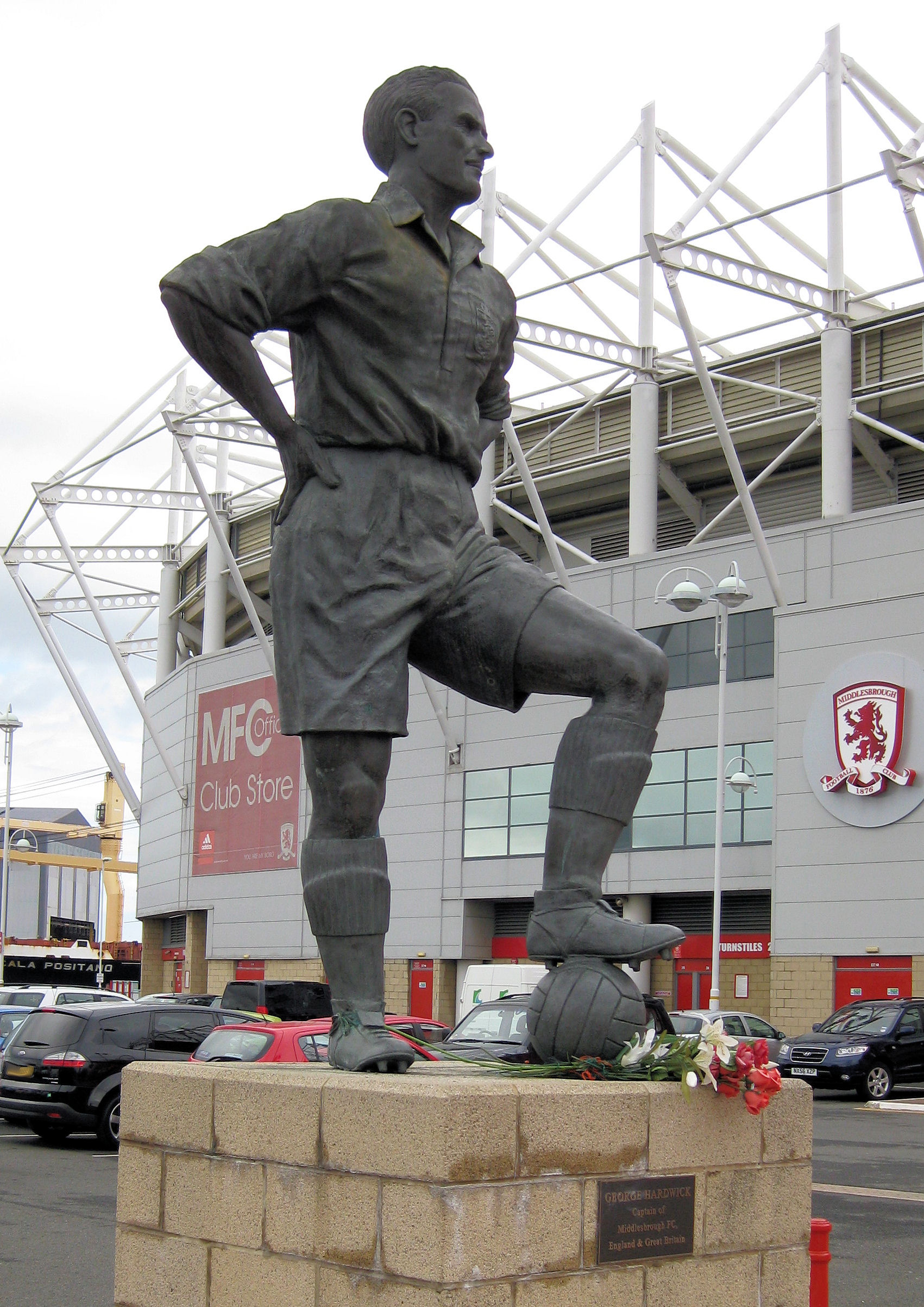
Denkmal beim Riverside Stadium, Middlesbrough

George Francis Moutrey Hardwick (* 2. Februar 1920 in Saltburn-by-the-Sea; † 19. April 2004 in Stockton-on-Tees) war ein englischer Fußballspieler und -trainer. Der linke Verteidiger war der erste Mannschaftskapitän der englischen Nationalmannschaft nach dem Zweiten Weltkrieg und trainierte später diverse Vereine im In- und Ausland, darunter kurzzeitig die niederländische Nationalmannschaft.

## Laufbahn als Fußballspieler
Hardwick entstammte einer Fußballerfamilie, wobei sich vor allem sein Großvater Frank in den 1890er-Jahren bei Middlesbrough Ironopolis Verdienste erworben hatte. Er schloss sich im Jahr 1935 als 15-jähriger Amateur dem FC Middlesbrough an und widerstand aus Heimatverbundenheit den Verlockungen größerer Klubs, wie beispielsweise dem FC Arsenal und den Glasgow Rangers. Nur zwei Jahre später wurde der junge linke Verteidiger Profispieler und im Dezember 1937 bestritt er für den Erstligisten seine ersten Einsätze.
Aufgrund seiner spielerischen Eleganz und antizipativen Fähigkeiten galt Hardwick als eines der vielversprechendsten Talente, bevor der Ausbruch des Zweiten Weltkriegs und die damit verbundene langjährige Unterbrechung des offiziellen Spielbetriebs dafür sorgte, dass seine sportliche Laufbahn einen Rückschlag erhielt. Während der Kampfhandlungen diente er als Sergeant in dem RAF Bomber Command; er wurde hier während eines Luftangriffs auf die Basisstation auf der Isle of Sheppey am Bein verwundet. Nach seiner Genesung bestritt er in der Heimat als Gastakteur für den FC Chelsea zwei Endspiele im Football League War Cup South, verlor das erste 1944 und war ein Jahr später erfolgreich. Insgesamt absolvierte Hardwick 17 inoffizielle „Kriegsländerspiele“ für England bis 1945.
Nach der Wiederaufnahme der offiziellen Fußballwettbewerbe kehrte Hardwick an die alte Wirkungsstätte zurück und war in einer Mannschaft mit Wilf Mannion, die zwar gelegentlich in Abstiegsgefahr geriet, am Ende aber stets auf Mittelfeldplätzen die Spielzeiten abschloss. Am 28. September 1946 gab er zudem gegen Nordirland in der englischen Nationalmannschaft (7:2) seinen Einstand und tat dies sogar als Kapitän – er ist bis heute der letzte Debütant als Mannschaftsführer bei den „Three Lions“. Er bestritt seine 13 Länderspiele für England ohne Unterbrechung und bildete ein „Verteidiger-Pärchen“ mit Laurie Scott vom FC Arsenal, der auch in der Royal Air Force gedient hatte. Erst eine Verletzung, die er sich bei seiner letzten Partie am 10. April 1948 gegen Schottland (2:0) zuzog, beendete diese Serie. Er verlor das Kapitänsamt an den Torhüter Frank Swift von Manchester City und seine Linksverteidiger-Position an John Aston von Manchester United. Zu seinen Einsätzen für England waren noch drei Partien für eine Auswahl der Football League gekommen; dazu war er Kapitän einer gesamtbritischen Auswahl, die am 10. Mai 1947 im Hampden Park gegen eine resteuropäische Mannschaft deutlich mit 6:1 die Oberhand behielt.
Angesichts dieses hohen Stellenwerts im britischen Fußball überraschte Hardwick im Jahr 1950 mit seinem Wechsel zum Drittligisten Oldham Athletic, wo er fortan das Amt des Spielertrainers ausübte. Die „Latics“ hatten sich die Personalie 15.000 Pfund kosten lassen und diese schien sich drei Jahre später zu rentieren, als Hardwick aus dem „Kellerkind“ einen Drittligameister geformt hatte. In der zweitklassigen Second Division musste das Team jedoch Lehrgeld bezahlen, stieg umgehend wieder ab und nach einer enttäuschenden Saison 1955/56 verließ „Gentleman George“, wie Hardwick genannt wurde, den Klub und beendete im selben Jahr auch seine aktive Karriere.

## Trainerkarriere
In den folgenden fünf Jahren arbeitete Hardwick auf dem europäischen Festland und betreute zunächst eine Fußballmannschaft der in Deutschland stationierten US Army. Zwischen 1957 und 1959 trainierte er die PSV Eindhoven und war auch im Jahr 1957 bei fünf Länderspielen Bondscoach der Niederlande. Dort gewann er eines von fünf Länderspielen zwischen dem 30. Januar und dem 26. Mai und verlor drei Partien. Später besetzte er noch einen Direktorenposten innerhalb des niederländischen Fußballverbands.
Hardwick kehrte 1961 nach Middlesbrough zurück und arbeitete dort im Trainerstab des FC Middlesbrough, bevor er im November 1964 wieder in eine Stelle als Chefcoach beim AFC Sunderland annahm. Der Klub befand sich im Abstiegskampf der First Division und unter dem neuen Trainer gelang mit Rang 15 der Klassenerhalt. Etwas überraschend hielt dies das Präsidium aber nicht davon ab, Hardwick nach nur 169 Tagen wieder aus dem Amt zu entlassen, da sich dieses eine noch bessere Platzierung gewünscht hatte. Mit dem Ende in Sunderland war auch Hardwicks Zeit im Rampenlicht des englischen Fußballs vorbei und nach einem kurzen Engagement für den unterklassigen FC Gateshead übernahm der Ex-Fußballer im Jahr 1970 den Vorsitz in einem Stahlbauunternehmen.
Am 19. April 2004 verstarb der in zweiter Ehe verheiratete George Hardwick. Er hinterließ zwei Söhne.